# Маркиз Слайго
Маркиз Слайго (англ. Marquess of Sligo) — наследственный титул в системе Пэрства Ирландии.

## История
Титул маркиза Слайго был создан 29 декабря 1800 года для Джона Брауна, 3-го графа Алтамонта (1756—1809). Титул маркиза Слайго имеет вспомогательные титулы:  барон Маунт Игл из Уэстпорта в графстве Мейо (создан 18 сентября 1760),  виконт Уэстпорт из Уэстпорта в графстве Мейо (создан 24 августа 1768), граф Алтамонт из графства Мейо (создан в 1800) и барон Монтигл из Уэстпорта в графстве Мейо (создан 20 февраля 1806). Все эти титулы являются Пэрством Ирландии, за исключением баронства Монтигл, которое входит в систему Пэрства Соединённого королевства. Титул барона Монтигла давал маркизам Слайго автоматическое право на место в Палате лордов Великобритании до принятия акта Палаты лордов 1999 года. 6-й маркиз Слайго получил в 1916 году титул графа Кланрикарда.
Семья Браунов происходит от полковника Джона Брауна, младшего сына сэра Джона Брауна, 1-го баронета (ум. 1670), из Нила в графство Мейо. Старший сын последнего, Джордж Браун, 2-й баронет (ум. 1698), стал родоначальником баронов Килмайне. Титул баронета был создан в 1636 году для полковника Джона Брауна. Джон Браун (1709—1776), внук полковника Джона Брауна, представлял Каслбар в ирландской палате общин (1744—1760). Он получил титулы барона Маунт Игла (1760), виконта Уэстпорта (1768) и графа Алтамонта (1771). Ему наследовал его старший сын, Питер Браун, 2-й граф Алтамонт (1731—1780), представлял графство Мейо в ирландском парламенте (1761—1768). Его преемником стал его старший сын, Джон Дэнис Браун, 3-й граф Алтамонт (1756—1809), который также представлял Джемстаун в ирландской палате общин (1776—1780). В 1800 году последний был избран одним из 28-ми ирландских пэров-представителей в Палате лордов Великобритании и получил титул  маркиза Слайго .
В 1806 году Джон Браун, 1-й маркиз Слайго, получил титул  барона Монтигла в системе Пэрства Соединённого королевства, который давал ему и его потомкам автоматическое место в Палате лордов Великобритании. Его сменил его сын, Хоу Питер Браун, 2-й маркиз Слайго (1788—1845). Он занимал должности лорда-лейтенанта графства Мейо (1831—1845) и губернатора Ямайки (1834—1836). Лорд Слайго женился на Кэтрин де Бург, старшей дочери Джона Томаса де Бурга, 13-го графа Кланрикарда (1744—1808).
В 1800 году лорд Кланрикард получил новый титул графа Кланрикарда с правом наследования для мужских потомков двух своих дочерей. Младший сын лорда Слайго, Джон Томас Браун, 4-й маркиз Слайго (1824—1903), представлял графство Мейо в Палате общин Великобритании (1857—1868). Его племянник, Джордж Улик Браун, 6-й маркиз Слайго (1856—1935), унаследовал графство Кланрикард (креация 1800 года), в 1916 году после смерти своего двоюродного брата Хуберта Джорджа де Бурга-Каннинга, 2-го маркиза Кланрикарда (1832—1916).
По состоянию на 2025 год, обладателем маркизата являлся его внучатый племянник, Себастьян Улик Браун, 12-й маркиз Слайго (род. 1964), который 13 июля 2014 года наследовал своему кузену, Джереми Улику Брауну, 11-му маркизу Слайго (1939—2014). Нынешний маркиз Слайго является консультантом по собственности и проживает в Сиднее (Австралия).
Семейная резиденция — Вестпорт-хаус, в окрестностях Уэстпорта в графстве Мейо в Ирландии. После смерти 11-го маркиза Слайго Вестпорт-хаус перешел во владение его пяти дочерям, в соответствии с законодательством, принятым ирландским сенатом в 1993 году.
Названия Маунт Игл и Алтамонт происходят от горы Крох Патрик в окрестностях Уэстпорта в графстве Мейо.

## Графы Алтамонт (1771)
- 1771—1776: Джон Браун, 1-й граф Алтамонт (ок. 1709 — 4 июля 1776), сын Питера Брауна;
- 1776—1780: Питер Браун, 2-й граф Алтамонт (ок. 1731 — 28 декабря 1780), сын предыдущего;
- 1780—1809: Джон Дэнис Браун, 3-й граф Алтамонт (11 июня 1756 — 2 января 1809), старший сын предыдущего, маркиз Слайго с 1800 года.

## Маркизы Слайго (1800)
- 1800—1809: Джон Дэнис Браун, 1-й маркиз Слайго (11 июня 1756 — 2 января 1809), старший сын Питера Брауна, 2-го графа Алтамнота;
- 1809—1845: Хоу Питер Браун, 2-й маркиз Слайго (18 мая 1788 — 26 января 1845), единственный сын предыдущего;
- 1845—1896: Джордж Джон Браун, 3-й маркиз Слайго (31 января 1820 — 30 августа 1896), старший сын предыдущего;
- 1896—1903: Джон Томас Браун, 4-й маркиз Слайго (10 сентября 1824 — 30 декабря 1903), третий сын 2-го маркиза Слайго;
- 1903—1913: Генри Улик Браун, 5-й маркиз Слайго (14 марта 1831 — 24 февраля 1913), четвертый сын 2-го маркиза Слайго;
- 1913—1935: Джордж Улик Браун, 6-й маркиз Слайго (1 сентября 1856 — 26 февраля 1935), старший сын предыдущего;
- 1935—1941: Улик Джон Браун, 7-й маркиз Слайго (30 марта 1898 — 7 января 1941), единственный сын предыдущего;
- 1941—1951: Артур Хоу Браун, 8-й маркиз Слайго (8 мая 1867 — 28 мая 1951), третий сын 5-го маркиза Слайго;
- 1951—1952: Теренс Моррис Браун, 9-й маркиз Слайго (28 сентября 1873 — 28 июля 1952), четвертый сын 5-го маркиза Слайго;
- 1952—1991: Дэнис Эдвард Браун, 10-й маркиз Слайго (13 декабря 1908 — 11 сентября 1991), старший сын капитана Альфреда Идена Брауна (1878—1918), внук 5-го маркиза Слайго;
- 1991—2014: Джереми Улик Браун, 11-й маркиз Слайго (4 июня 1939 — 13 июля 2014), единственный сын предыдущего;
- 2014 — н. в.: Себастьян Браун, 12-й маркиз Слайго (род. 27 мая 1964), единственный сын капитана Улика Брауна (1915—1979), внук подполковника Альфреда Идена Брауна (1878—1918) и правнук 5-го маркиза Слайго;
  - Наследник: Кристофер Улик Браун, граф Алтамонт (род. 1988), сын предыдущего.